# 抬轎比賽
抬轎比賽（英文：Sedan Chair）通稱山頂抬轎比賽，為香港的一項競賽，於1975年開始，每年10月或者11月在香港島太平山加列山道明德國際醫院舉行，由抬轎比賽慈善基金主辦，為到香港慈善團體籌款。

## 歷史
1975年，明德國際醫院護士史密斯修女翻查了歷史，發現轎及人力車是明德國際醫院成立初期，運輸病人往來醫院的主要交通工具或者救護車，於是她創立辦理了首屆抬轎比賽，以宣傳明德國際醫院的優良位置及設施，並且紀念明德國際醫院成立早期的歷史；與此同時，抬轎比賽慈善基金正式成立。
至2012年，抬轎比賽為到香港慈善團體款逾6,100萬港元。

## 參與隊伍
抬轎比賽近年均會吸引逾40支隊伍參與，分別來自不同機構、團體、職業、協會、學校及背景的隊伍，例如香港警務處及香港消防處等。於2012年，有共44支隊伍參與，當中包括每年必定參與的隊伍及新手。此外，場邊亦會吸引到約3,000名公眾觀賞賽事。

## 規則
抬轎比賽以明德國際醫院作為起點，各支隊伍合共8名隊員，及1名轎心，以自行設計的轎沿著太平山山頂長達2.1公里的比賽路線跑步競賽，競逐多個獎項。